# 龙裕光
龙裕光（1865年—1930年）字世卿，哈尼族，云南元阳人，元阳稿吾土司龙汝霖嫡长子，排行第二（庶长子为龙觐光），为第六代稿吾土司。

## 生平
龙裕光继承稿吾土司之位后，在庶长兄龙觐光代办纳更土司事后，与三弟龙济光密谋在扫墓后回家途中暗害龙觐光。龙裕光、龙济光走在后面，龙济光忽然举起枪朝龙觐光发射，但子弹瞎火，龙觐光问“你在干什么？”龙裕光忙称“三弟在举枪打鸟。”回到家后，龙觐光趁光绪辛巳科考的机会，交出印信，到云南省城参加乡试，后赴北京参加会试。后来，龙觐光在外当官，保荐两位弟弟龙裕光、龙济光投广西岑春煊处效力。
1916年2月8日，龙裕光任广东广惠镇守使。同年，在护国战争中，龙裕光随支持袁世凯的龙觐光出兵云南，在百色被陆荣廷等缴械。1918年2月2日，龙裕光任广东琼崖镇守使。9月27日，授陆军中将。1921年2月2日，获将军府将军。1922年前后，龙裕光任广东钦廉镇守使。
后来，龙裕光到北京（1928年更名“北平”）定居。1930年，在北平病逝。